# Xanthophenax rubrithorax
Xanthophenax rubrithorax är en stekelart som först beskrevs av Morley 1914.  Xanthophenax rubrithorax ingår i släktet Xanthophenax och familjen brokparasitsteklar. Inga underarter finns listade i Catalogue of Life.